# Autobahn Verbindungsspange Rothneusiedl
Die Autobahn Verbindungsspange Rothneusiedl A 24 war eine geplante Autobahn in Österreich. Sie sollte in Wien eine Verbindung zwischen der Wiener Südosttangente (A 23) im Bereich der Hanssonkurve und der Wiener Außenring Schnellstraße (S1) im Bereich Rothneusiedl herstellen. Mit kolportierten Kosten von über 100 Millionen Euro pro Kilometer war die A 24 das kostenintensivste österreichische Autobahnprojekt. Im Mai 2011 wurde das Projekt aus dem Bundesstraßengesetz gestrichen.

## Planungsstand
Vom Bundesministerium für Verkehr, Innovation und Technologie wurde auf Initiative der Stadt Wien eine strategische Prüfung – Verkehr (SP-V) über die vorgeschlagene Netzveränderung (die geplante Autobahn) durchgeführt. Im Umweltbericht zur strategischen Prüfung – Verkehr wurden von der Stadt Wien die mögliche Korridorvariante untersucht. Sie führte entlang der Pottendorfer Linie, war 2,75 km lang und hätte 391,3 Millionen Euro gekostet. Durch die A24 erhoffte man sich unter anderem eine Bypasswirkung für den Knoten Inzersdorf (A2–A21–S1–B17), eine geringere Berührung von Schutzgebieten und Möglichkeiten für den Anschluss an den öffentlichen Verkehr.

## Geschichte und Nutzen
In den frühen Plänen des hochrangigen Verkehrsnetzes in und um Wien wurde ein Autobahnring um Wien mit einigen Radial- und Diagonalstraßen geplant. Große Teile dieser Planungen wurden nie umgesetzt. Vor allem die Verlängerung der Wiener Außenring Autobahn A 21 bis zur Ost Autobahn A 4 und die Führung der Südost Autobahn A 3 bis zur Wiener Südosttangente A 23 wurde im 20. Jahrhundert nicht (mehr) gebaut. Ein Grund dafür war der geringe Verkehr vom und in den ehemaligen Ostblock. Mit der Ostöffnung hat sich diese Situation aber erheblich verändert.
Anstelle einer Verlängerung der A 21 wurde die Wiener Außenring Schnellstraße S 1 gebaut. Diese Schnellstraße stellt zusätzlich zur Umfahrung von Wien auch eine Verteilerfunktion für den südlichen Teil Wiens dar. Es wird davon ausgegangen, dass es zusätzlichen Verkehr über die Laxenburger Straße, die Himberger Straße und die Simmeringer Hauptstraße von und nach Wien gibt. Zusätzlichen Verkehr wird auch die vorhergesagte positive wirtschaftliche Entwicklung des Gebietes entlang der S 1 mit sich bringen. Deshalb wollte die Stadt Wien eine hochrangige Verbindung S1–A23 schaffen und so den Verkehr bündeln. Somit sollte die Autobahn-Verbindungsspange Rothneusiedl eine Alternative zur verworfenen Planung der inneren A 3 darstellen.
In der 142. Sitzung des Nationalrates am 29. März 2006 wurde die A 24 in das Bundesstraßengesetz aufgenommen. Am 21. April 2006 erteilte auch der Bundesrat die Zustimmung zur Aufnahme der Autobahn in das Bundesstraßengesetz.
Im Jahr 2007 wurde das Projekt A 24 auf unbestimmte Zeit verschoben. Der damalige österreichische Bundesminister für Verkehr, Innovation und Technologie, Werner Faymann, meinte bei der Präsentation des Investitionsprogrammes Schiene und Straße am 26. März 2007 zum Stichwort A24/Hanssonspange: „Hier waren 450 Millionen Euro für wenige Kilometer geplant. Dieses Projekt muss man zurückstellen und neu planen.“
Am 6. Juli 2011 beschloss der Nationalrat, die Autobahn-Verbindungsspange Rothneusiedl A 24 aus dem Bundesstraßengesetz zu streichen.